# Bagrationbrug

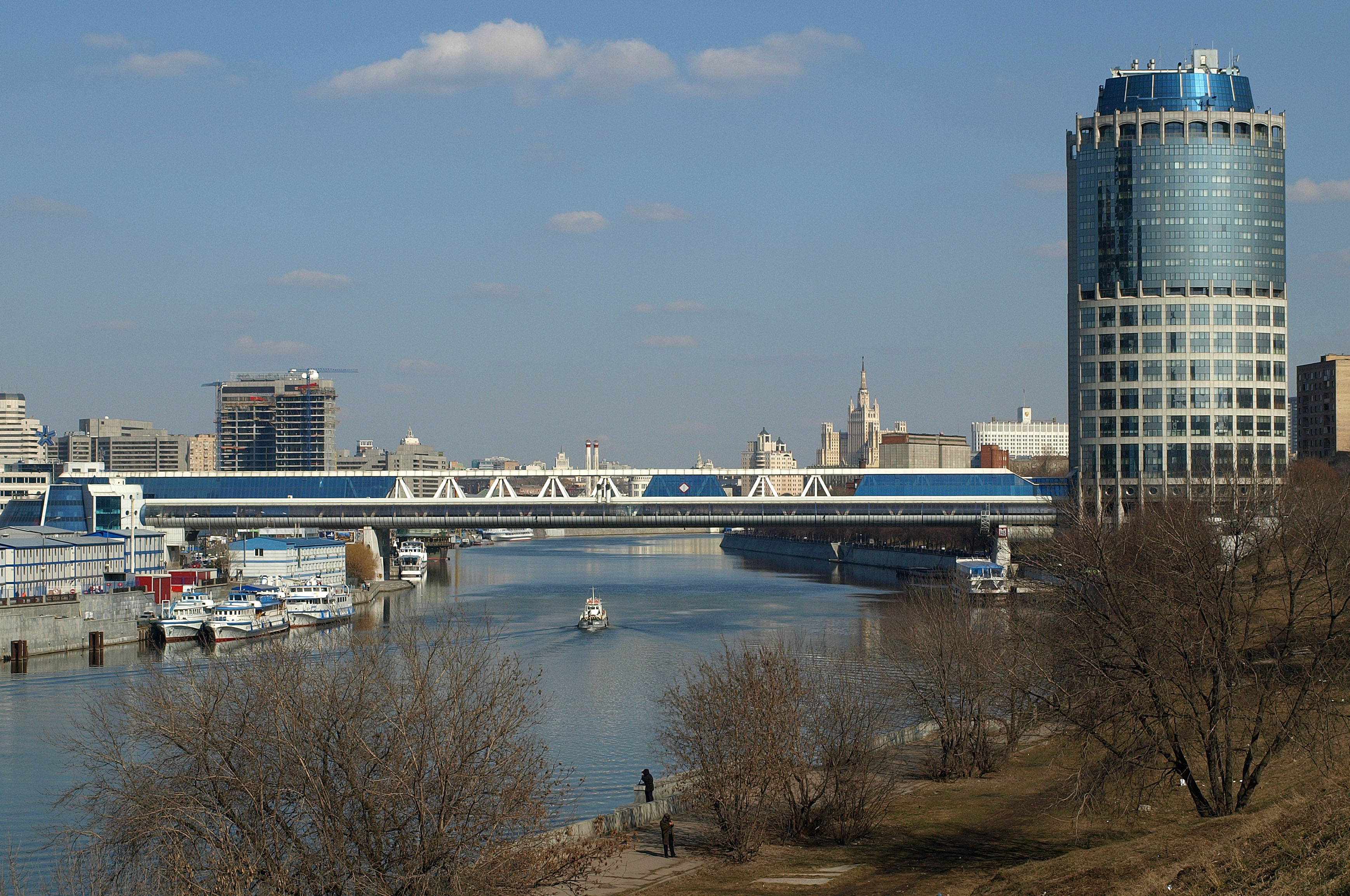
Bagrationbrug

De Bagrationbrug (Russisch: Мост Багратион) is een brug over de rivier de Moskva nabij het centrum van de Russische hoofdstad Moskou. Het bestaat uit een dubbeldekse, overdekte voetgangersbrug gemaakt van beton en glas. De doorgaande glazen onderste doorgang dient tegelijkertijd als winkelpassage en huisvest vele kleine zaakjes, cafés en restaurants. De bovenste doorgang, die gedeeltelijk in glas is uitgevoerd, bevat een uitzichtplatform. De brug is 214 meter lang, 16 meter breed en 14 meter hoog.
De brug werd gebouwd in 1997 ter ere van het 850-jarig bestaan van Moskou en is gebouwd naar een ontwerp van architect Boris Tchor. De brug is vernoemd naar de Russische veldheer Pjotr Bagration, die mede verantwoordelijk was voor het terugdrijven van Napoleon tijdens diens invasie in Rusland in 1812 (de Vaderlandse Oorlog).
De brug bevindt zich ten westen van het centrum van Moskou en verbindt de drukke verkeersweg Koetoesovski Prospekt en de Toren 2000 met het nieuwe zakendistrict Moscow City. Het metrostation Vystavotsjnaja (voorheen Delovoj tsentr), dat in 2005 werd voltooid, heeft zijn zuidelijke uitgang gericht op de brug.